# Vroni König-Salmi

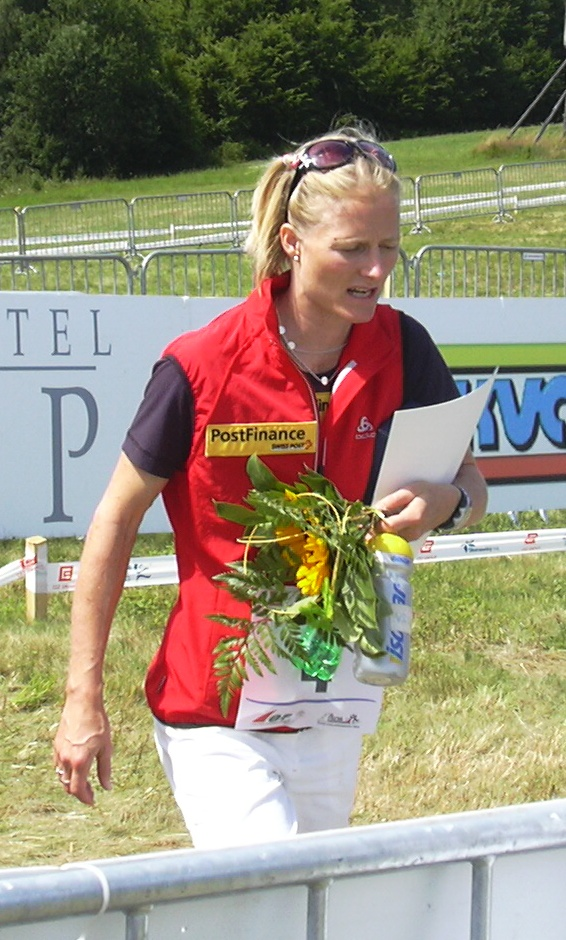
Vroni König-Salmi in 2008

Vroni König-Salmi (Wellington, 9 juli 1969) is een Zwitserse oriëntatieloopster.
De Zwitserse Vroni König-Salmi loopt sinds 1988 mee bij de zwitserse top. Ze is lerares en loopt voor de Finse vereniging Turun Suunnistajat en het zwitserse OLC Kapreolo.

## Resultaten
Wereldkampioenschap oriëntatielopen
- Gouden medailles (3)
  - 2001 - sprint - Tampere, Finland
  - 2003 - estafette - Rapperswil, Zwitserland
  - 2005 - estafette - Aichi, Japan
- Bronzen medailles (3)
  - 1997 - estafette - Grimstad, Noorwegen
  - 2005 - lange afstand - Aichi, Japan
  - 2006 - estafette - Aarhus, Denemarken

Europees kampioenschap oriëntatielopen
- Gouden medaille (1)
  - 2002 - sprint - Sümeg, Hongarije
- Zilveren medaille (1)
  - 2002 - estafette - Sümeg, Hongarije